# Sound Asleep EP
Sound Alseep (също известно като Whisper EP, заради първото появяване на парчето Whisper в него) е второто EP на американската рок група Еванесънс, издадено през август, 1999 г.
Освен че представя първата известна записана версия на Whisper, EP-то съдържа два от четирите инструментални трака, издадени от Еванесънс преди Fallen. Също така съдържа и две версии на песента Understanding, която преди това е била изпълнявана от групата на живо в ефира на местно радио.
Били са записани само 50 копия от EP-то със съдействието на музикалния издател Bigwig Enterprises. Издадени са без обложка на стандартно CD-R в пластмасова кутийка, и са раздадени директно на приятели на членовете на Еванесънс, както и на местни фенове от Литъл Рок, Арканзас. Не са били продавани по концерти.
Оригинални копия от EP-то разбираемо са много редки в днешни дни. 99,9% от предлаганите по търгове в Интернет дискове, за които се твърди, че са оригинални копия на EP-то са фалшиви записани CD-та от файлове, намерени онлайн, и повечето от тях съдържат грешни тракове и/или редактирани различни версии на Ascension of the Spirit.

## Списък с песните
1. Give Unto Me (инструментал)
2. Whisper (Sound Asleep версия)
3. Understanding (Sound Asleep версия)
4. Forgive Me
5. Understanding (Evanescence EP версия)
6. Ascension of the Spirit